# ディートリッチ・ワイズ・ジュニア
ディートリッチ・ワイズ・ジュニア（Deatrich Wise Jr., 1994年7月26日 - ）は、アメリカ合衆国バージニア州サフォーク出身のプロアメリカンフットボール選手。NFLのニューイングランド・ペイトリオッツに所属している。ポジションはディフェンシブエンド。　　　　

## 経歴

### カレッジ
アーカンソー大学に進学してプレーし、2017年のNFLドラフトにエントリーした。

### ニューイングランド・ペイトリオッツ
ドラフト前にはイースト・ウェスト・シュライン・ゲームでの活躍が評価され、指名順位の上昇が予想されていた。
| 身長                        | 体重            | 腕 の 長 さ       | 手 の 大 き さ    | 40Yrd ダ ッ シ ュ | 10Yrd ス プ リ ッ ト | 20Yrd ス プ リ ッ ト | 20Yrd シ ャ ト ル | 3 コ 丨 ン ド リ ル | 垂 直 跳 び   | 立 ち 幅 跳 び      | ベ ン チ プ レ ス |
| --------------------------- | --------------- | ----------------- | ----------------- | ----------------- | -------------------- | -------------------- | ----------------- | ------------------- | ------------- | ------------------- | ----------------- |
| 6 ft 5+1⁄4 in (196 cm)      | 274 lb (124 kg) | 35+5⁄8 in (90 cm) | 10+1⁄2 in (27 cm) | 4.92 s            | 1.70 s               | 2.86 s               | 4.36 s            | 7.07 s              | 33 in (84 cm) | 10 ft 4 in (3.15 m) | 22 回             |
| All values from NFL Combine |                 |                   |                   |                   |                      |                      |                   |                     |               |                     |                   |

迎えたドラフトでは、4巡目全体131位でニューイングランド・ペイトリオッツに指名された。2017年5月18日、チームと4年総額297万ドルのルーキー契約を結んだ。

#### 2017年シーズン
キャリア初出場となったカンザスシティ・チーフス戦でキャリア初サックを記録した。プレーオフのディビジョナルラウンドでのテネシー・タイタンズとの対戦では、2サックを記録した。

#### 2018年シーズン
このシーズンは30タックル、4.5サックを記録し、キャリア初のスーパーボウル制覇を果たした。

#### 2020年シーズン
レギュラーシーズン第3週のラスベガス・レイダース戦で、クォーターバックのデレック・カーにストリップサックを記録し、そのファンブルしたボールをエンドゾーン内でリカバーし、キャリア初のタッチダウンをあげた。

#### 2021年シーズン
2021年3月19日、4年2200万ドルの再契約に合意した。

#### 2022年シーズン
このシーズンからチームキャプテンを務め、いずれもキャリアハイとなる59タックル、7.5サックを記録した。

#### 2023年シーズン
16試合に出場し、54タックル、4.5サックを記録した。

#### 2024年シーズン
このシーズンは29タックル、5サックを記録した。ウォルター・ペイトンNFLマン・オブ・ザ・イヤーの候補に選ばれた。

### ワシントン・コマンダース

#### 2025年シーズン
2025年3月19日、ワシントン・コマンダースと1年契約を結んだ。

## 家族
父のディートリッチ・ワイズ・シニアは元NFL選手で、弟のダニエル・ワイズは現役NFL選手である。